# خط طول 46° شرق
خط طول 46° شرق هو أحد خطوط الطول الجغرافية، والتي تمتد من القطب الشمالي الجغرافي إلى القطب الجنوبي الجغرافي، وحسب التحويل الزمني يتقدم خط طول 46° شرق عن خط غرينتش بـ3 ساعات و4 دقائق.

## من القطب إلى القطب
ينطلق خط طول 46° شرق من القطب الشمالي نحو القطب الجنوبي مرورا بالمناطق التي ترد في الجدول التالي:
| الإحداثيات                         | البلد أو الإقليم أو البحر | ملاحظات                                                                                              |
| ---------------------------------- | ------------------------- | --- |
| 90°0′N 46°0′E / 90.000°N 46.000°E  | المحيط المتجمد الشمالي    | |
| 80°39′N 46°0′E / 80.650°N 46.000°E | روسيا                     | Island of أرض ألكساندرا, أرخبيل فرنسوا جوزيف                                                         |
| 80°33′N 46°0′E / 80.550°N 46.000°E | بحر بارنتس                | |
| 68°21′N 46°0′E / 68.350°N 46.000°E | روسيا                     | شبه جزيرة كانين                                                                                      |
| 67°47′N 46°0′E / 67.783°N 46.000°E | بحر بارنتس                | Chesha Bay                                                                                           |
| 66°51′N 46°0′E / 66.850°N 46.000°E | روسيا                     | |
| 42°2′N 46°0′E / 42.033°N 46.000°E  | جورجيا                    | |
| 41°11′N 46°0′E / 41.183°N 46.000°E | أذربيجان                  | |
| 39°46′N 46°0′E / 39.767°N 46.000°E | أرمينيا                   | |
| 39°12′N 46°0′E / 39.200°N 46.000°E | أذربيجان                  | جمهورية نخجوان الذاتية أرض مطوقة ومعزولة                                                             |
| 38°52′N 46°0′E / 38.867°N 46.000°E | إيران                     | |
| 35°50′N 46°0′E / 35.833°N 46.000°E | العراق                    | |
| 35°34′N 46°0′E / 35.567°N 46.000°E | إيران                     | For about 3 km                                                                                       |
| 35°33′N 46°0′E / 35.550°N 46.000°E | العراق                    | For about 4 km                                                                                       |
| 35°31′N 46°0′E / 35.517°N 46.000°E | إيران                     | For about 3 km                                                                                       |
| 35°29′N 46°0′E / 35.483°N 46.000°E | العراق                    | |
| 35°4′N 46°0′E / 35.067°N 46.000°E  | إيران                     | |
| 33°29′N 46°0′E / 33.483°N 46.000°E | العراق                    | |
| 29°6′N 46°0′E / 29.100°N 46.000°E  | السعودية                  | |
| 17°14′N 46°0′E / 17.233°N 46.000°E | اليمن                     | |
| 13°25′N 46°0′E / 13.417°N 46.000°E | المحيط الهندي             | خليج عدن                                                                                             |
| 10°47′N 46°0′E / 10.783°N 46.000°E | الصومال                   | صوماليلاند                                                                                           |
| 8°20′N 46°0′E / 8.333°N 46.000°E   | إثيوبيا                   | |
| 5°58′N 46°0′E / 5.967°N 46.000°E   | الصومال                   | |
| 2°25′N 46°0′E / 2.417°N 46.000°E   | المحيط الهندي             | Passing just west of جزيرة ألدابرا المرجانية atoll, سيشل                                             |
| 15°51′S 46°0′E / 15.850°S 46.000°E | مدغشقر                    | |
| 25°18′S 46°0′E / 25.300°S 46.000°E | المحيط الهندي             | |
| 60°0′S 46°0′E / 60.000°S 46.000°E  | المحيط الجنوبي            | |
| 67°39′S 46°0′E / 67.650°S 46.000°E | القارة القطبية الجنوبية   | الإقليم الأسترالي في القارة القطبية الجنوبية, المطالب الإقليمية بالقارة القطبية الجنوبية by أستراليا |